# Sculptiferussacia
Sculptiferussacia é um género de gastrópode  da família Ferussaciidae.
Este género contém as seguintes espécies:
- Sculptiferussacia clausiliaeformis Alonso & Ibanez, 1992